# Die Suche nach Hitlers Volk
Die Suche nach Hitlers Volk ist ein deutscher Fernsehfilm (Dokudrama) aus dem Jahr 2015, der im selben Jahr vom ZDF in zwei Teilen ausgestrahlt wurde.

## Inhalt
Das Doku-Drama Die Suche nach Hitlers Volk erzählt, wie Saul Kussiel Padover Ende 1944 als Captain der Abteilung für Psychologische Kriegsführung (Psychological Warfare Division) der US-Armee nach Deutschland kam – in jene Gebiete, die gerade von der US-Armee erobert worden waren. Er hatte den Auftrag, die Mentalität von „Hitlers Volk“ zu ergründen. Hierzu führte er Tiefen-Interviews mit Menschen aus allen Bevölkerungsschichten. Im Film werden diese Gespräche, die er damals protokollierte, in Spielszenen dargestellt.
Der Schriftsteller und Dokumentarfilmer Georg Stefan Troller, der wie Padover aus Wien stammte und selbst als US-Soldat in Deutschland Befragungen durchführte, schildert seine Erinnerungen, die den Erfahrungen Padovers in mancher Hinsicht gleichen.
Die Historiker Norbert Frei, Ian Kershaw, Tim Schanetzky, Richard J. Evans, Norbert Freitag, Götz Aly, Sönke Neitzel, Christopher Browning, Sybille Steinbacher und der Sozialpsychologe Stephan Marks erläutern und kommentieren die damaligen Ereignisse. Die wissenschaftliche Fachberatung erfolgte durch Dietmar Süß und Sönke Neitzel.
Zeitgenössische Filme aus deutschen und amerikanischen Quellen, teilweise in Farbe und bisher nicht veröffentlicht, wurden für den Fernsehfilm verwendet.

## Kritiken
- Focus, Gregor Dolak: Glänzender Doku-Zweiteiler.[1]
- Frankfurter Neue Presse, Rebecca Röhrich: Wer glaubt, alles über die Zeit des Nationalsozialismus zu wissen den belehrt die ZDF Dokureihe eines besseren. Die szenisch nachgestellten Gespräche mit Deutschen nach 1945 haben Spielfilmniveau.[2]
- Kurier: Auf der Grundlage neuester Forschungsergebnisse stellt der Film zahlreiche traditionelle Einschätzungen auf den Prüfstand und liefert Antworten auf Fragen, die noch immer bewegen: Was wussten die Deutschen.[3]
- Berliner Zeitung, Torsten Wahl: Padover nannte die Gespräche mit Deutschen aller Schichten eine Fundgrube – heute sind seine Aufzeichnungen eine Fundgrube für die Wissenschaft. Das ZDF-Projekt liefert neue Zugänge zu „Hitlers Volk“, jenseits von sturer Chronologie oder von Biografien der Obernazis.[4]